# Río Pichoy
Río Pichoy är ett vattendrag i Chile.   Det ligger i regionen Región de Los Lagos, i den södra delen av landet, 700 km söder om huvudstaden Santiago de Chile.
I omgivningarna runt Río Pichoy växer huvudsakligen savannskog. Runt Río Pichoy är det glesbefolkat, med 13 invånare per kvadratkilometer.